# Neferkare VII
Neferkare VII was een farao van de 9e dynastie van de Egyptische oudheid.

## Biografie
Deze farao was meer een soort van onderkoning van Herakleopolis. Hij kan worden verward met een andere koning genaamd Neferkare of Anktify, monarch van Hierakonpolis en prins van Moala (vlak bij Thebe). Van Anktify is bekend dat hij een bende oprichtte samen met de Nome van Edfu tegen de Thebanen om Thebe in te nemen, dat een eigen mini-koninkrijk had.

## Bron
- Www.narmer.pl